# Tuvtjärnen (Degerfors socken, Västerbotten, 714534-167833)
Tuvtjärnen är en sjö i Vindelns kommun i Västerbotten och ingår i Umeälvens huvudavrinningsområde.